# Steiner Rudolf
Steiner Rudolf (Temesvár, 1907. január 24. – 1996. november 12.) magyar nemzetiségű román válogatott labdarúgó, fedezet. Ikertestvére Steiner Béla szintén román válogatott labdarúgó volt. A sportsajtóban Steiner I néven volt ismert.

## Pályafutása

### A válogatottban
1926 és 1928 között öt alkalommal szerepelt a román válogatottban. Részt vett az 1930-as világbajnokságon, de pályára nem lépett.

## Sikerei, díjai
- Román bajnokság
  - bajnok: 1926–27

## Statisztika

### Mérkőzései a román válogatottban
| Románia | Románia           | Románia   | Románia     | Románia  | Románia     | Románia            | Románia | Románia    |
| #       | Dátum             | Helyszín  | Hazai       | Eredmény | Vendég      | Kiírás             | Gólok   | Esemény    |
| ------- | ----------------- | --------- | ----------- | -------- | ----------- | ------------------ | ------- | ---------- |
| 1.      | 1926. május 7.    | Isztambul | Törökország | 1 – 3    | Románia     | barátságos         | -       |            |
| 2.      | 1926. október 3.  | Zágráb    | Jugoszlávia | 2 – 3    | Románia     | Sándor király-kupa | -       |            |
| 3.      | 1927. május 10.   | Bukarest  | Románia     | 0 – 3    | Jugoszlávia | Sándor király-kupa | -       | becserélve |
| 4.      | 1928. április 15. | Arad      | Románia     | 4 – 2    | Törökország | barátságos         | -       |            |
| 5.      | 1928. május 5.    | Belgrád   | Jugoszlávia | 3 – 1    | Románia     | Sándor király-kupa | -       |            |
|         | Összesen          |           |             | 5        | mérkőzés    |                    | 0       | gól        |